# Конклав 1978 года (август)

## СюрпризыКонклава
После смерти Павла VI (6 августа 1978 года) первый Конклав года проходил 25—26 августа в Ватикане. Кардинал Джузеппе Сири (лидер консерваторов и приверженец политики Пия XII) и кардинал Джованни Бенелли (лидер прогрессистов, ближайший сотрудник Павла VI) были фаворитами на Конклаве. Однако Бенелли, видимо, не набирая нужного числа голосов, одобрил кандидатуру Альбино Лучани, патриарха Венеции, и тот был избран как компромиссная кандидатура. Лучани выбрал папское имя Иоанн Павел I. Этот Конклав был необычен тем, что на нём присутствовали также будущие Римские папы кардинал Кароль Войтыла (Иоанн Павел II) и кардинал Йозеф Ратцингер (Бенедикт XVI). Это был первый Конклав с 1721 года, на котором участвовали трое будущих Римских пап, и первый с 1829 года, на котором их было больше одного.

## ОсобенностиКонклава
Это также был первый Конклав, проведённый по новым правилам, установленным Павлом VI. В 1970 и 1975 годах папа Павел VI постановил, что кардиналы которым исполнилось 80 лет, лишаются права участия на конклаве. В конклаве участвовало рекордное количество кардиналов — 111 пурпуроносцев — трое из которых были назначены Пием XII, 8 были назначены Иоанном XXIII, а остальные — Павлом VI.
Было проведено 4 баллотировки. В первом и втором турах лидировал кардинал Сири, однако в третьем и четвёртом турах победу одержал кардинал Лучани.

## Кардиналы старше 80 лет на Конклавах 1978 года
Список кардиналов Римско-католической Церкви, старше 80 лет на момент смерти папы римского Павла VI 6 августа 1978 года. Также, они не имели права участвовать в папском конклаве, который начался 25 августа 1978 года чтобы избрать преемника Павла VI, согласно motu proprio Ingravescentem Aetatem от 21 ноября 1970 года и апостольской конституции Romano Pontifici Eligendo от 1 октября 1975 года.
Поскольку папа римский Иоанн Павел I умер только после тридцати трёх дней своего понтификата без того, чтобы назначить любых кардиналов, и не было ни одного из кардиналов достигших восьмидесяти лет, которые имели право голосовать на выборах Иоанна Павла I и на начало второго конклава 14 октября который, избрал папу римского Иоанна Павла II, списки кардиналов достигших восьмидесяти лет в течение двух Конклавах 1978 идентичны.
Кардиналы, неподходящие участвовать в двух Конклавах 1978 года, потому что они достигли восьмидесяти лет, внесены в список ниже, расположены по времени назначения в кардиналы.

### Кардиналы возведённые папой римским Пием XII
- 18 февраля 1946
  - Карлуш Кармелу де Вашконшелош Мотта, архиепископ Апаресиды;
  - Йозеф Фрингс, бывший архиепископ Кёльна;
  - Антонио Каджиано, бывший архиепископ Буэнос-Айреса.

- 12 января 1953
  - Джеймс Фрэнсис Макинтайр, бывший архиепископ Лос-Анджелеса;
  - Альфредо Оттавиани, бывший префект Священной Конгрегации Доктрины Веры.

### Кардиналы возведённые папой римским Иоанном XXIII
- 15 декабря 1958
  - Карло Конфалоньери, епископ Остии и Палестрины, архипресвитер Либерийской базилики и декан Священной Коллегии Кардиналов;
  - Антонио Мария Барбьери, капуцин, бывший архиепископ Монтевидео;
  - Альберто ди Жорио.

- 14 декабря 1959
  - Паоло Марелла, епископ с титулом субурбикарной епархии Порто и Санта Руфина, архипресвитер Ватиканской базилики, вице-декан Священной Коллегии Кардиналов.

### Кардиналы возведённые папой римским Павлом VI
- 22 февраля 1965
  - Иосиф Слипый, верховный архиепископ Львова украинского (обратите внимание, что много историков верят, что Слипый, был возведён in pectore на консистории от 28 марта 1960, но это утратило силу, когда Иоанн XXIII умер в 1963);
  - Лоуренс Джозеф Шиэн, бывший архиепископ Балтимора.

- 26 июня 1967
  - Патрик Алоизиус О’Бойл, бывший архиепископ Вашингтона;
  - Пьетро Паренте.

- 28 апреля 1969
  - Мигель Дарио Миранда-и-Гомес, бывший архиепископ Мехико.

- 5 марта 1973
  - Фердинандо Джузеппе Антонелли, францисканец.

## Статистика августовского Конклава
| Продолжительность  | 2 дня                |
| Число баллотировок | 4                    |
| Выборщики          | 111                  |
| ------------------ | -------------------- |
| Африка             | 13                   |
| Латинская Америка  | 19                   |
| Северная Америка   | 11                   |
| Азия               | 8                    |
| Европа             | 56                   |
| Океания            | 4                    |
| Итальянцы          | 26                   |
| СКОНЧАВШИЙСЯ ПАПА  | ПАВЕЛ VI (1963—1978) |
| НОВЫЙ ПАПА         | ИОАНН ПАВЕЛ I (1978) |